# Arelis Uribe
Daniela Arelis Uribe Caro, más conocida como «Arelis Uribe» (Santiago, 15 de enero de 1987), es una periodista, escritora y traductora chilena.

## Biografía
Cursó su estudios de enseñanza básica y media en el English College de Talagante y en el Chilean Eagles College N°3 de La Cisterna.
Estudió periodismo en la Universidad de Santiago de Chile y obtuvo el Grado de Magíster en Comunicación Política de la Universidad de Chile con su tesis «Sociedad de la información a la chilena: agendas digitales y desarrollo informacional en Chile».
En 2014 comenzó a trabajar de periodista en la ONG Educación 2020, y como editora de contenidos y directora de comunicaciones del Observatorio contra el Acoso Callejero, que promovió la ley contra el acoso sexual en espacios públicos en Chile en 2019.
Realizó un máster en Escritura Creativa de la Universidad de Nueva York.
Ha sido columnista de varios medios nacionales, como la revista Wikén, The Clinic y El Dínamo.

## Carrera literaria
En 2016 ganó el concurso de Santiago en 100 palabras con su cuento Lionel, y su primer libro, Quiltras, fue publicado el mismo año. En 2017 publicó una recopilación de sus columnas de opinión con el título «Que Explote Todo». En 2019 lanzó su primer fanzine titulado Cosas que pienso mientras fumo marihuana en Nueva York. 
En 2017 ganó el premio a Mejor Obra Publicada 2017, categoría cuento, por parte del Consejo Nacional de la Cultura y las Artes en Chile-. Dos años más tarde, gracias a Becas Chile, se mudó a Estados Unidos para obtener el Máster en Escritura Creativa de la Universidad de Nueva York.
En 2021 publicó la nouvelle autobiográfica Las heridas, por Emecé Editores.

## Obras
- Quiltras (2016), Santiago, Los Libros de la Mujer Rota (publicado en España (Tránsito Libros, 2019) y México (Editorial Paraíso Perdido, 2020)).
- Que explote todo (2017), Santiago, Los libros de la Mujer Rota
- Cosas que pienso mientras fumo marihuana (2019)
- Las heridas (2021), Emecé Editores
- Telepunga (2025), Santiago, Los Libros de la Mujer Rota

## Premios y becas
- 2016: Concurso de Santiago en 100 palabras por su cuento Lionel
- 2017: «Mejor Obra Publicada» del CNCA en la categoría cuento, por Quiltras